# Annoville
Annoville ist eine ehemalige französische Gemeinde mit 637 Einwohnern (Stand: 1. Januar 2022) Département Manche in der Region Normandie. Sie gehörte zum Arrondissement Coutances, zum Gemeindeverband Coutances Mer et Bocage und zum Kanton Quettreville-sur-Sienne.
Der Erlass vom 20. September 2022 legte mit Wirkung zum 1. Januar 2023 die Eingliederung von Annoville als Commune déléguée zusammen mit der früheren Gemeinde Lingreville zur neuen Commune nouvelle Tourneville-sur-Mer fest.

## Geografie
Umgeben wird Annoville vom Ärmelkanal, den Nachbargemeinden und der Commune déléguée:
|            | Hauteville-sur-Mer                          |                         |
| Ärmelkanal | Kompassrose, die auf Nachbargemeinden zeigt | Quettreville-sur-Sienne |
|            | Lingreville (Commune déléguée)              |                         |

## Geschichte
Annoville bedeutete „die Domäne von Wulnod“ oder „von Wulfnon“ bedeuten, vom lateinischen „villa“, einem Landsitz, der der angelsächsische Personenname vorangestellt ist. Der Name der Stadt ist in der Form „Unnovilla“ im Jahr 1172 auf einem Kopialbuch des Mont-Saint-Michel bezeugt.
Im 12. Jahrhundert wurde die Herrschaft von Annoville vom Baron von Saint-Pair, dem Abt von Mont-Saint-Michel, den Paynels, Herren von Hambye, anvertraut, unter der Bedingung, dass sie dem König als Ritter im Namen von Mönchen dienen.
Durch die Zusammenlegung der beiden Pfarreien Annoville und Tourneville wurden die beiden Pfarreien ab dem 13. Jahrhundert unter dem Namen Annoville-Tourneville vereinigt.
Während des Hundertjährigen Krieges waren die Clinchamps die Herren von Annoville.
Im 17. Jahrhundert verkaufte Antoine de la Luzerne das Land von Annoville an Jacques Michel, einen Nachkommen einer alten Familie, deren erste Erwähnung in der Schlacht von Azincourt (1415) erfolgte. Die Herrschaft bestand dann aus einer nicht belehnten Besitz (d. h. deren Nutzung des Landes nicht einer Familie der Herrschaft anvertraut ist).
Während der Französischen Revolution wurde die Fusion der Pfarreien Annoville und Tourneville durch die Gründung der Gemeinde Annoville manifestiert.

## Bevölkerungsentwicklung
| Annoville: Einwohnerzahlen von 1793 bis 2016                                                                               | Annoville: Einwohnerzahlen von 1793 bis 2016 | Annoville: Einwohnerzahlen von 1793 bis 2016 | Annoville: Einwohnerzahlen von 1793 bis 2016 | Annoville: Einwohnerzahlen von 1793 bis 2016 |
| --- | -------------------------------------------- | -------------------------------------------- | -------------------------------------------- | -------------------------------------------- |
| Jahr |                                              |                                              |                                              | Einwohner                                    |
| 1793 | 1793                                         |                                              | 896                                          | 896                                          |
| 1800 | 1800                                         |                                              | 909                                          | 909                                          |
| 1806 | 1806                                         |                                              | 983                                          | 983                                          |
| 1821 | 1821                                         |                                              | 1.057                                        | 1.057                                        |
| 1831 | 1831                                         |                                              | 1.030                                        | 1.030                                        |
| 1836 | 1836                                         |                                              | 1.031                                        | 1.031                                        |
| 1841 | 1841                                         |                                              | 993                                          | 993                                          |
| 1846 | 1846                                         |                                              | 999                                          | 999                                          |
| 1851 | 1851                                         |                                              | 969                                          | 969                                          |
| 1856 | 1856                                         |                                              | 959                                          | 959                                          |
| 1861 | 1861                                         |                                              | 915                                          | 915                                          |
| 1866 | 1866                                         |                                              | 902                                          | 902                                          |
| 1872 | 1872                                         |                                              | 910                                          | 910                                          |
| 1876 | 1876                                         |                                              | 935                                          | 935                                          |
| 1881 | 1881                                         |                                              | 915                                          | 915                                          |
| 1886 | 1886                                         |                                              | 879                                          | 879                                          |
| 1891 | 1891                                         |                                              | 863                                          | 863                                          |
| 1896 | 1896                                         |                                              | 823                                          | 823                                          |
| 1901 | 1901                                         |                                              | 772                                          | 772                                          |
| 1906 | 1906                                         |                                              | 761                                          | 761                                          |
| 1911 | 1911                                         |                                              | 679                                          | 679                                          |
| 1921 | 1921                                         |                                              | 579                                          | 579                                          |
| 1926 | 1926                                         |                                              | 564                                          | 564                                          |
| 1931 | 1931                                         |                                              | 523                                          | 523                                          |
| 1936 | 1936                                         |                                              | 537                                          | 537                                          |
| 1946 | 1946                                         |                                              | 578                                          | 578                                          |
| 1954 | 1954                                         |                                              | 563                                          | 563                                          |
| 1962 | 1962                                         |                                              | 578                                          | 578                                          |
| 1968 | 1968                                         |                                              | 572                                          | 572                                          |
| 1975 | 1975                                         |                                              | 565                                          | 565                                          |
| 1982 | 1982                                         |                                              | 483                                          | 483                                          |
| 1990 | 1990                                         |                                              | 474                                          | 474                                          |
| 1999 | 1999                                         |                                              | 547                                          | 547                                          |
| 2006 | 2006                                         |                                              | 582                                          | 582                                          |
| 2011 | 2011                                         |                                              | 632                                          | 632                                          |
| 2016 | 2016                                         |                                              | 666                                          | 666                                          |
| Quelle(n): EHESS/Cassini bis 1999, INSEE ab 2006 Anmerkung(en): Ab 1962 offizielle Zahlen ohne Einwohner mit Zweitwohnsitz |                                              |                                              |                                              |                                              |

## Sehenswürdigkeiten

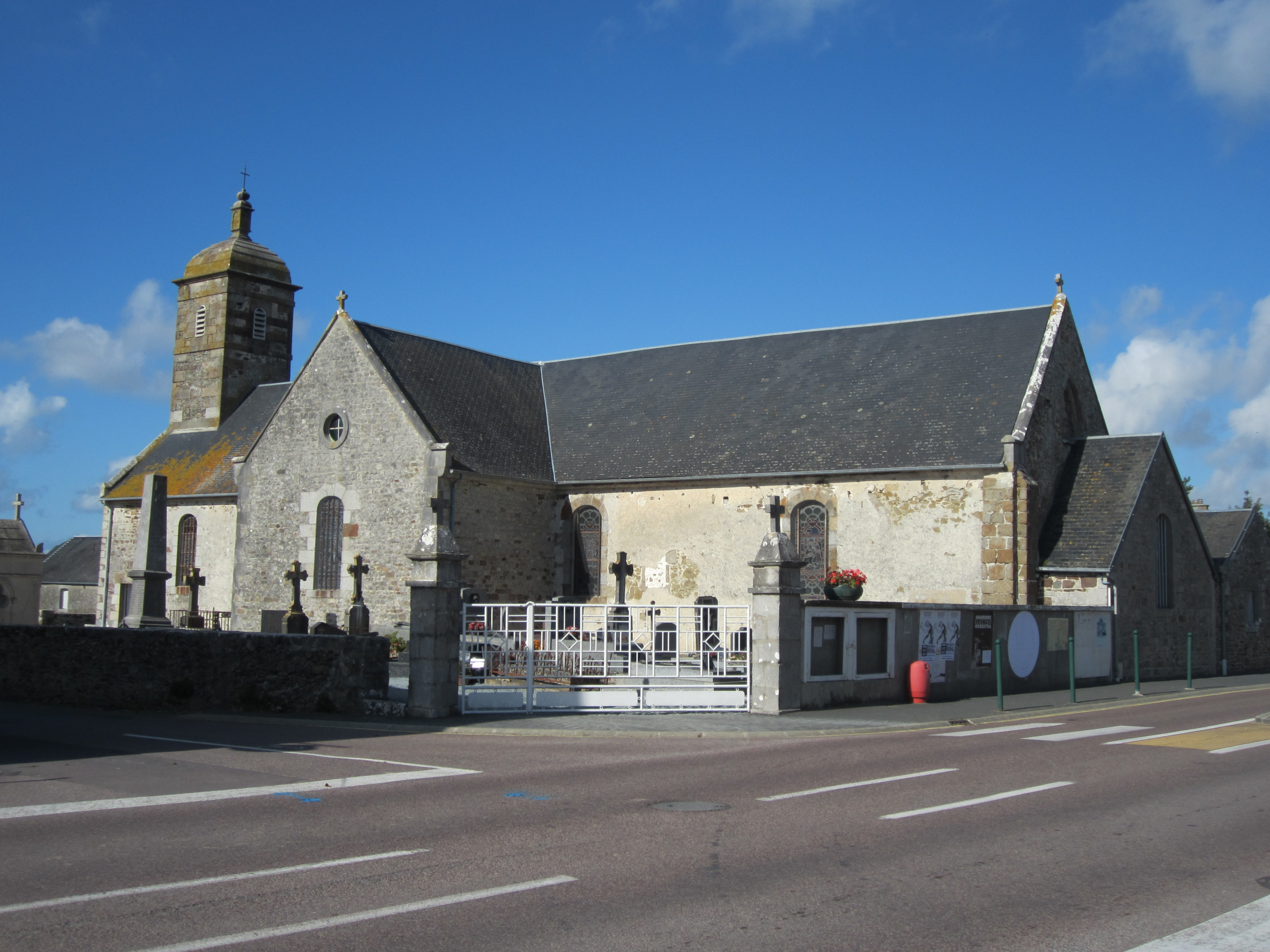
Pfarrkirche Notre-Dame d’Anneville
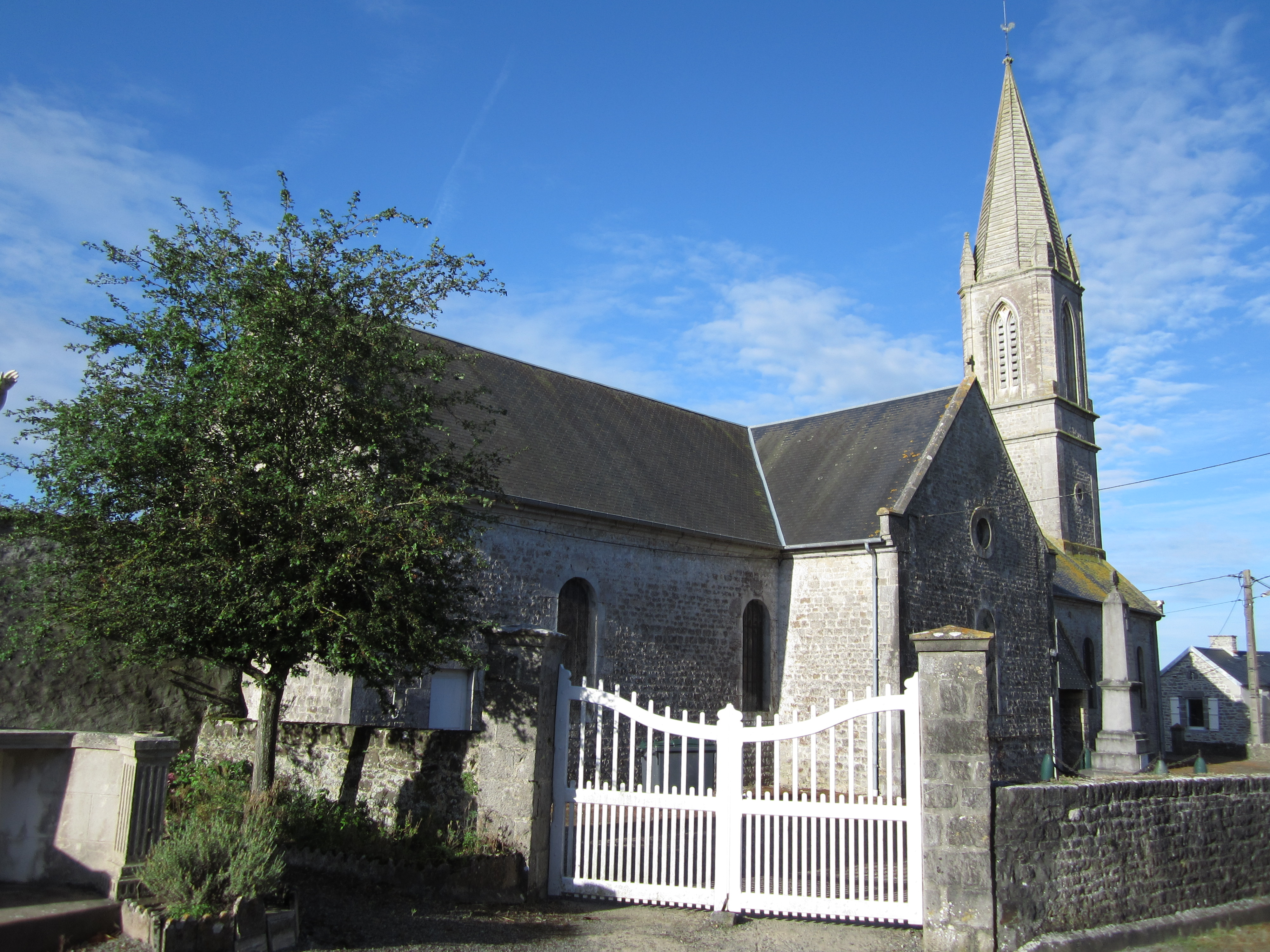
Pfarrkirche Notre-Dame de Tourneville
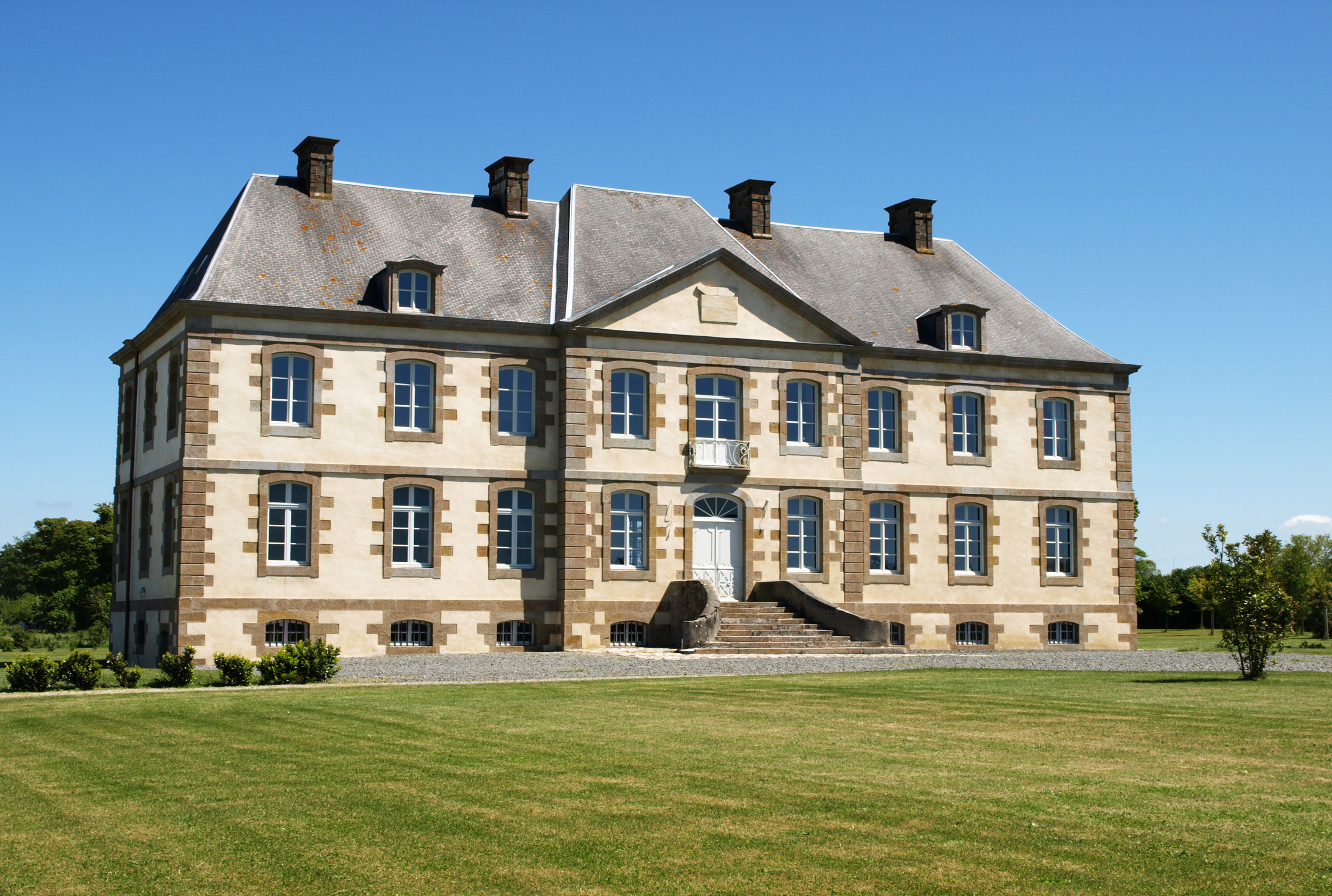
Schloss Annoville

Teilweise aus dem 13. Jahrhundert, mit denkmalgeschützten Einrichtungsstücken
- Pfarrkirche Notre-Dame de Tourneville

Erbaut im 18. Jahrhundert, mit denkmalgeschützten Einrichtungsstücken
- Schloss Annoville

Aus dem 17. Jahrhundert, in Privatbesitz
- Pfarrkirche Notre-Dame d’Anneville
- Pfarrkirche Notre-Dame de Tourneville
- Schloss Annoville